# Radicaal 161
Van de in totaal 214 Kangxi-radicalen heeft radicaal 161 de betekenis ochtend. Het is een van de twintig radicalen die bestaat uit zeven strepen.
In het Kangxi-woordenboek zijn er 15 karakters die dit radicaal gebruiken.

## Karakters met het radicaal 161

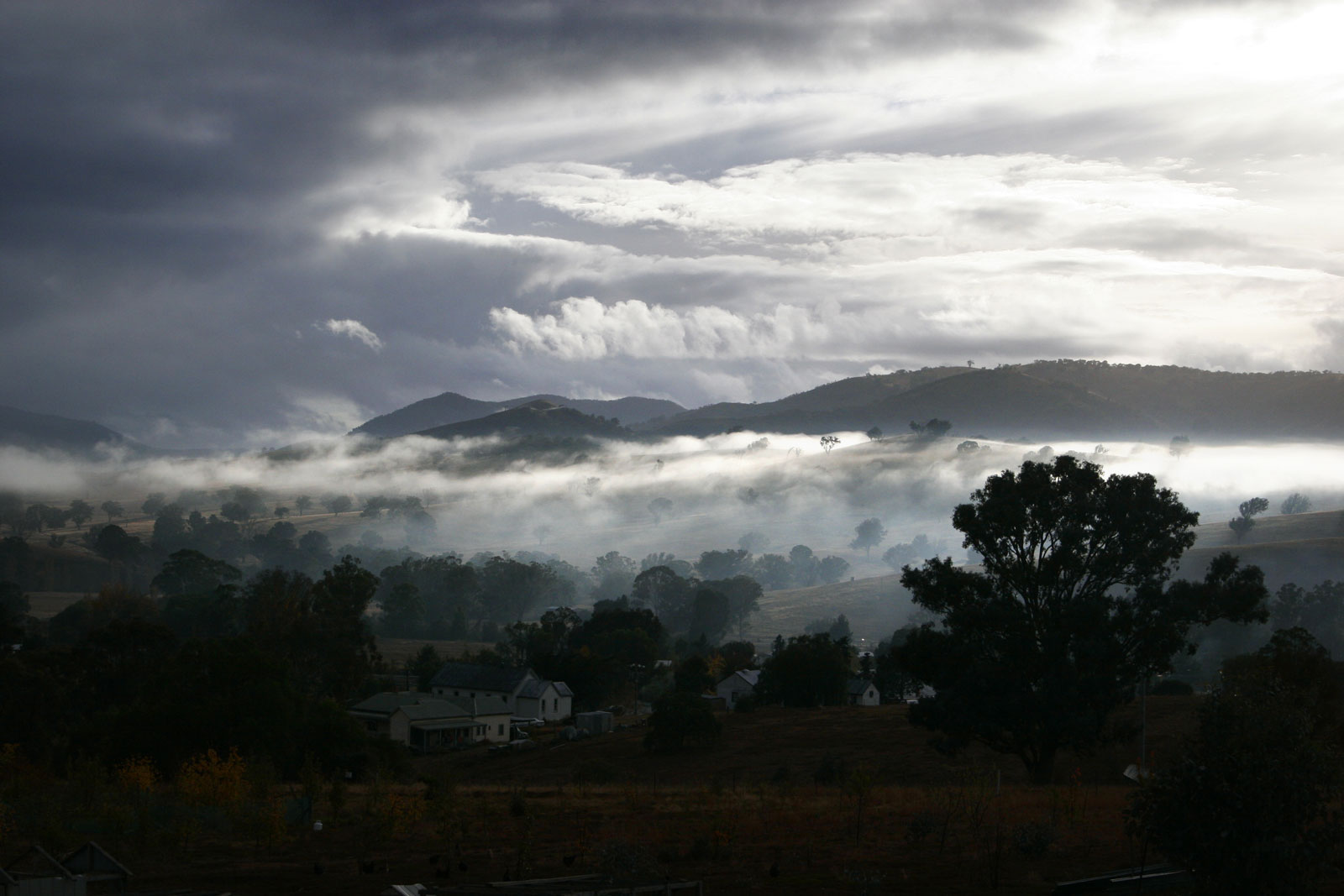
Ochtendmist.

| Strepen | Karakter |
| ------- | -------- |
| + 0     | 辰       |
| + 3     | 辱       |
| + 6     | 農       |
| + 8     | 辳       |
| + 12    | 辴       |

Orakelbotkarakter
Bronskarakter
Groot zegelkarakter
Klein zegelkarakter